# Maher al-Assad
Mahir Ḥāfiẓ al-ʾAsad (arabisk: ماهر حافظ الأسد; født 8. december 1967) er en syrisk officer og øverstbefalende for den Republikanske Garde, som er den syriske hærs eliteenhed, og som sammen med det hemmelige politi udgør kernen i landets sikkerhedsstyrker. Han er yngste søn af den tidligere præsident Hafez al-Assad og broder til den tidligere præsident Bashar al-Assad. Han er medlem af Syriens Ba'ath-partis centralkomite.